# خوزه پدرو وارلا، اروگوئه
خوزه پدرو وارلا، اروگوئه (به اسپانیایی: José Pedro Varela) شهری در کشور اروگوئه، استان لاوایخا است که جمعیت آن در سرشماری سال ۲۰۰۴ میلادی ۵٬۳۳۲ نفر بوده‌است.